# Констант, Монума
Жан Жу́ниор Мону́ма Конста́нт (англ. Jean Junior Monuma Constant; 1 апреля 1982, Порт-о-Пренс, Республика Гаити) — гаитянский футболист, опорный полузащитник футбольного клуба «Сюд-Эст». Выступал за сборную Гаити.

## Клубная карьера
Монума начал футбольную карьеру в клубе «Дон Боско» в 2007 году. В начале 2012 года перешёл в клуб «Расинг Аитьен». В январе 2015 года вернулся в «Дон Боско».

## Карьера в сборной
Констант дебютировал 19 ноября 2008 в сборной Гаити в матче отборочного турнира на Чемпионат мира 2010 с Суринамом, который закончился со счётом 1:1. 
Первый гол за сборную забил 18 ноября 2010 в товарищеском матче против Катара, который завершился со счётом 1:0. Констант принимал участие в Золотом кубке КОНКАКАФ 2013. На турнире он принял участие в двух матчах против Тринидада и Тобаго (2:0) и Сальвадора (0:1). В 2015 году после выхода сборной Гаити в плей-офф Золотого кубка КОНКАКАФ был вызван на турнир вместо Джеффа Луи. Матч 1/4 финала против Ямайки, который завершился поражением гаитянцев со счётом 1:0, Консант провёл на скамейке запасных, не выходя на поле по ходу игры.

## Личная жизнь
Констант родился 1 апреля 1982 года в семье Монумы, Константа-старшего и Жозетта Ниа. У него есть брат Фабио Тести, который играет за сборную «Расинг Аитьен». Его младший брат: Монума Констант-младший — отец троих детей.